# قشلاق سيدلر دادلو يدالله (مقاطعة بيله سوار)
قشلاق سیدلر دادلو یدالله (بالفارسية: قشلاق سیدلر دادلو یداله) هي منطقة سكنية تقع في إيران في أردبيل. يقدر عدد سكانها بـ 18 نسمة .